# 克里安東尼·厄爾利
克里安東尼·羅伯特·厄爾利（1991年4月17日—）為美国男子篮球运动員，場上位置為小前鋒，他在2014年NBA选秀中以第2轮第34顺位被紐約尼克选中。

## 早年生活與高中生涯
厄爾利出生於布朗克斯。厄爾利的母親在厄爾利14歲時因為他表弟被謀殺後决定離開布朗克斯，搬到紐約州米德爾敦郊區。厄爾利在轉學到北卡羅萊納州德罕的錫安山基督學院之前，曾就讀紐約州松樹布希的松樹布希高中。厄爾利的哥哥在32歲時於斯科哈里溪溺水身亡，這導致厄爾利想和家人更親近，於是就讀沙利文縣社群學院。
在高中三年級時，厄爾利告訴泰晤士報先驅報儘管他的身高登錄為6英尺6英寸（1.98米），但他只有6英尺5英寸（1.96米）。厄爾利被ESPN.com評價在2010年梯次的招募星級為兩顆星，排名為全國小前鋒第102名。

## 大學生涯
厄爾利是沙利文縣社群學院的一名大專學員，在那裡他兩次獲得NJCAA三級聯賽年度最佳球員。 在考慮了主要會議學校的報價後，他與衛奇塔州立大學和格雷格·馬歇爾教練簽約。
厄爾利的加入對衛奇塔產生了立竿見影的影響，場均13.9分和5.4個籃板。他被評為全密蘇里山谷聯盟第一隊和MVC年度最佳新人。在季後賽中，厄爾利帶領球隊在亞特蘭大打進了2013年的四強。在半決賽對路易斯維爾大學的比賽中，厄爾利得到24分10個籃板，以72:68的微弱劣勢輸掉比賽。由於他的努力，他被選入四强。
在進入大四的時候，厄爾利獲得了全國的廣泛關注。他被提名為密蘇里山谷聯盟的季前最佳球員，並被提名為約翰・伍登獎和奈史密斯學院年度最佳球員的季前50名觀察名單。
厄爾利幫助帶領球隊在2013-14賽季以34勝0敗的戰績進入NCAA錦標賽，讓球隊成立20多年來第一支成為NCAA第一級別。厄爾利做出了令人印象深刻的努力，試圖幫助衛奇塔州立大學晉級16强，70%的投籃命中拿下31分和7個籃板。衛奇塔州立大學最終以78:76輸給肯塔基大學在32強止步，結束了他們再次重返四強的希望。

## 職業生涯

### 紐約尼克（2014−2016）
2014年6月26日，厄爾利在2014年NBA選秀第2輪第34順位被紐約尼克選中。2014年8月1日，厄爾利與紐約尼克簽約。在他的新秀賽季，他被多次下放NBA發展聯盟威斯特徹斯特尼克。在2014-15賽季的三場比賽中，他場均得到20.3分和9.7個籃板。2015年3月25日，在對戰洛杉磯快艇的比賽中厄爾利繳出賽季新高得分18分和4個籃板。
2015-16賽季期間，厄爾利多次被下放威斯特徹斯特。2015年12月2日，他成為有史以來第五位同一天出現在發展聯盟和NBA比賽的球員。2016年3月20日，厄爾利自2015年12月29日以來再次替紐約尼克出賽，他的右膝因為在一場發生於2015年12月30日的搶劫案中被子彈擊中而缺席近三個月。
2016年10月18日與紐約尼克重新簽約，但三天後被釋出。2016年10月31日，厄爾利作為紐約尼克的附屬球員被NBA發展聯盟的威斯特徹斯特尼克網羅。

### 聖克魯斯勇士（2016−2017）
2016年12月21日，厄爾利透過威斯特徹斯特尼克、聖克魯斯勇士和德克薩斯傳奇進行三方交易後被交易至聖克魯斯勇士。在效力聖克魯斯出賽的16場，他場均繳出9.2分和3.9個籃板。

### 里奧格蘭德山谷毒蛇（2017−2018）
2017年12月21日，厄爾利被聖克魯斯勇士連同埃爾金·庫克（Elgin Cook）的回歸球員權（returning player rights）交易至里奧格蘭德山谷毒蛇，換回溫斯頓·謝潑德（Winston Shepard）和馬庫斯·肯尼迪（Markus Kennedy）的回歸球員權。

### Atomerőmű SE（2019）
2019年8月22日，厄爾利加盟Nemzeti Bajnokság I/AAtomerőmű SE。

### Al Ahli (2019–2020)
2019年10月11日，厄爾利加盟沙烏地阿拉伯籃球聯賽Al Ahli。

### 安提伯鯊魚（2020−2021）
2020年8月6日，厄爾利加盟LNB Pro B安提伯鯊魚。10月19日，厄利在對戰魯昂大都會的比賽中繳出41分8籃板的成績被評為本周最佳球員。

### 新北中信特攻（2021−2022）
2021年11月9日，厄爾利加盟T1聯盟新北中信特攻，球隊取中文名為「厄力」。2022年1月16日，對戰臺南台鋼獵鷹全場拿下33分、10籃板、11助攻，成為新北中信特攻隊史首位完成三双的球員。3月4日，厄爾利繳出48分、13籃板、12助攻的大三元表現，率隊延長賽擊退台灣啤酒英熊奪勝。
2022年4月11日，新北中信特攻宣布結束與厄爾利的合約，厄爾利為球隊出賽12場比賽，留下場均27.6分、8.9籃板、4.8助攻的成績。

### 開普敦老虎（2022）
2022年5月，厄爾利與非洲籃球聯盟開普敦老虎簽約。

### 台灣啤酒英熊（2022）
2022年11月25日，厄爾利加盟T1聯盟台灣啤酒英熊，球隊取中文名為「愛禮」。12月4日，厄爾利在主場迎戰臺南台鋼獵鷹一役，全場41投21中攻下56分，刷新原由阿巴西所保持的T1聯盟單場得分紀錄52分。12月12日，球團對於厄爾利12月10日對鏡頭比出不雅動作開罰新臺幣5萬元。
2023年1月5日，台灣啤酒英熊宣布厄爾利正式離隊。

## 生涯數據

### NBA

#### 例行賽
| 賽季     | 球隊     | GP | GS | MPG  | FG%  | 3P%  | FT%  | RPG | APG | SPG | BPG | PPG |
| -------- | -------- | -- | -- | ---- | ---- | ---- | ---- | --- | --- | --- | --- | --- |
| 2014–15  | 紐約尼克 | 39 | 7  | 16.6 | .355 | .262 | .750 | 2.5 | .9  | .6  | .3  | 5.4 |
| 2015–16  | 紐約尼克 | 17 | 2  | 9.1  | .300 | .267 | .750 | 1.5 | .4  | .1  | .2  | 1.8 |
| 生涯總計 | 生涯總計 | 56 | 9  | 14.3 | .346 | .263 | .750 | 2.2 | .8  | .5  | .3  | 4.3 |

### T1聯盟

#### 例行賽
| 賽季    | 球隊         | GP | MPG   | 2P%  | 3P%  | FT%  | RPG | APG | SPG | BPG | PPG  |
| ------- | ------------ | -- | ----- | ---- | ---- | ---- | --- | --- | --- | --- | ---- |
| 2021-22 | 新北中信特攻 | 12 | 28:30 | 55.3 | 28.3 | 83.1 | 8.9 | 4.8 | 0.8 | 0.8 | 27.6 |

## 個人生活
2015年12月30日淩晨，厄爾利和女友離開皇后區馬斯珀斯的脫衣舞俱樂部後，在乘坐Uber的時候遭到槍擊，右膝中彈。槍擊事件發生後，他被送往埃爾姆赫斯特醫院，所幸無大礙。

## 外部連結
- 克里安東尼·厄爾利的Instagram帳戶
- 克里安東尼·厄爾利的X（前Twitter）
- 克里安東尼·厄爾利的Facebook專頁
- 克里安東尼·厄爾利在fiba.basketball（英语）
- 克里安東尼·厄爾利在NBA官網（英语）
- 克里安東尼·厄爾利在NBA G聯盟官網（英语）
- 克里安東尼·厄爾利在B.LEAGUE官網（日语）
- 克里安東尼·厄爾利在Basketball-Reference.com（NBA）（英语）
- 克里安東尼·厄爾利在Basketball-Reference.com（NBA G聯盟）（英语）
- 克里安東尼·厄爾利在Sports-Reference.com（NCAA）（英语）
- 克里安東尼·厄爾利在ESPN（NBA）（英语）
- 克里安東尼·厄爾利在Eurobasket.com（球員）（英语）
- 克里安東尼·厄爾利在Proballers（英语）
- 克里安東尼·厄爾利在RealGM（英语）
- 克里安東尼·厄爾利在Flashscore（英语）